# Kansas City Royals
Kansas City Royals je poklicni bejzbolski klub iz Kansas Cityja v Misuriju. Trenutno zasedba kluba igra v Osrednji diviziji Ameriške lige v Glavni bejzbolski ligi. Od leta 1973 naprej je domači stadion ekipe Kauffman Stadium. Ekipa je nastopila na dveh Svetovnih serijah, leta 1985 pa je tudi zmagala. 
Vzdevek »Royals« izvira iz t. i. American Royala, sejma živine in konjev z rodeom, vsakoletne prireditve, ki se v Kansas Cityju odvija od leta 1899 naprej.  Sam vzdevek je mogoče bil izbran tudi v čast moštvoma Kansas City Monarchs, ki je igralo v Črnskih ligah, ter Kansas City Blues, ki je igralo v Zahodni ligi in Ameriški zvezi. Logotip današnjega moštva je precej podoben tistemu moštva iz Črnske lige, samo ime pa sledi vzorcu drugih poklicnih klubov v mestu, kot so recimo Kansas City Chiefs (NFL) in bivših Kansas City Kings (NBA).
Ligi MLB se je skupaj s klubom Montreal Expos moštvo kot razširitvena ekipa pridružilo leta 1969. Njegov ustanovitelj je bil lokavni poslovnež Ewing Kauffman. Za ustanovitev poklicne bejzbolske ekipe v mestu se je po selitvi moštva Athletics v Oakland goreče zavzemal takratni senator Stuart Symington, po rodu iz Misurija. 
Nova ekipa je kmalu začela z odličnimi predstavami in v letih 1976−1985 kar sedemkrat nastopila v končnici, leta 1985 pa pod vodstvom zvezdnikov Georgea Bretta, Franka Whitea, Willieja Wilsona in Breta Saberhagena domov odnesla celo naslov prvakov lige MLB. Do sredine 90. letih 20. stoletja je ekipa ostala dokaj konkurenčna, a je od leta 1993 naprej le eno sezono končala s pozitivnim izkupičkom zmag.
V sezoni 2012 so največji zvezdniki lige 10. julija 2012 še tretjič v Kansas Cityju zaigrali na Tekmi vseh zvezd lige MLB. Prvič je dogodek gostil Kauffman Stadium v prvi sezoni kluba leta 1973, pred tem pa je to čast leta 1960 imel Municipal Stadium takratnega moštva Kansas City Athletics.